# M-girls
M-Girls (Chino: 四个女生) es un grupo musical femenino de Malasia integrado por tres miembros que se formó alrededor del 2001, sus principales lanzamientos musicales son los álbumes del Año Nuevo Chino para la comunidad china de Malasia. Su último disco fue lanzado el 23 de diciembre de 2009. El grupo originalmente estuvo integrado por Crystal Ong Shir Ching (王雪晶), Angeline Khoo Yen Nee (小妮妮), Queenzy Cheng Koon Si (庄群施) y Cassandra Chin Yan Zi (金燕子) quien dejó el grupo en el 2005 para continuar sus estudios. Sus discos se han vendido en Singapur, Indonesia y China. En el 2011 Crystal y Angeline sacaron un nuevo álbum del Año Nuevo Chino junto con Nick Chung (钟盛忠). El grupo fue nombrado 三大皇牌 (Pinyin: San Da Huang Pai). Ellos lanzan el álbum el 29 de noviembre de 2010. El álbum es llamado 舞动春天 (Baile de Primavera).